# Chindongo elongatus
Pseudotropheus elongatus
Espèce
Statut de conservation UICN

 NT  : Quasi menacé
Chindongo elongatus est une espèce de poissons d'eau douce de la famille des Cichlidae (ordre des Cichliformes). Cette espèce, anciennement classée sous le taxon Pseudotropheus elongatus, est endémique du lac Malawi en Afrique.

## Répartition
Chindongo elongatus a longtemps été considéré comme très répandu sur tout le pourtour du lac Malawi et représenté sous de nombreuses formes géographiques allant du tout bleu au tout jaune[réf. nécessaire]. Cependant il s'avère que l'espèce est simplement localisée à « Mbamba Bay » et près de « Hongi Island » sur la côte tanzanienne du lac.

## Description
Chindongo elongatus peut mesurer jusqu'à 95 mm, queue non comprise.

## Variétés géographiques
Un grand nombre de variétés géographiques sont parfois reconnues comme faisant partie de l’espèce,, mais les sites scientifiques tels que World Register of Marine Species (01 avril 2025), Fishbase, et ECoF, fondés les travaux scientifiques les plus récents, ne les retiennent pas. Elles doivent donc être considérées pour ce qu'elles sont, des variétés à usage aquariophile.

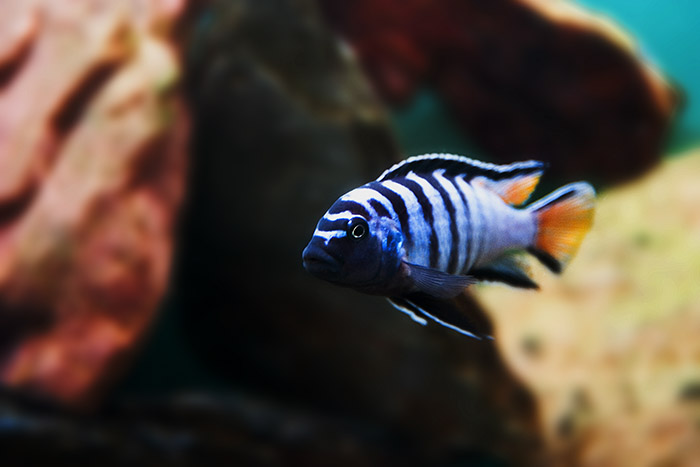
Variété de "Mpanga".
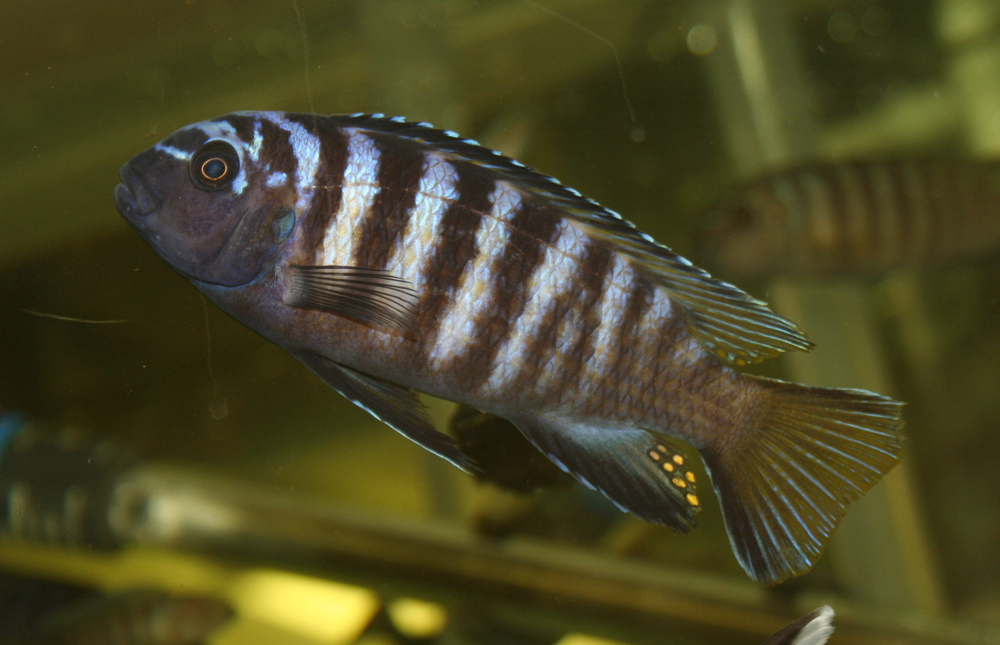
Variété de "Likoma Island".

## Classification
Le nom valide complet (avec auteur) de ce taxon est Chindongo elongatus (Fryer, 1956). Pour le GBIF ce taxon n'est pas valide et le considère comme un synonyme de Pseudotropheus elongatus.
L'espèce a été initialement classée dans le genre Pseudotropheus sous le protonyme Pseudotropheus elongatus Fryer, 1956.
Chindongo elongatus a pour synonyme :
- Pseudotropheus elongatus Fryer, 1956

## Publication originale
- (en) G. Fryer, « New species of cichlid fishes from Lake Nyasa », Revue de Zoologie et de Botanique Africaines, Belgique, vol. 53, nos 1-2,‎ 14 avril 1956, p. 81-91 (ISSN 0035-1814).